# 乌里扬诺夫斯克州
乌里扬诺夫斯克州（羅馬化：Ulyanovskaya oblast）是俄羅斯聯邦主體之一，屬伏爾加聯邦管區。位於東歐大草原北部邊緣，伏爾加河在中部流過。面積37,300平方公里，人口1,382,811（2002年）。首府乌里扬诺夫斯克位於伏爾加河岸。成立於1943年1月19日，是港口型經濟特區之一。
工業中心為乌里扬诺夫斯克和季米特洛夫格勒。農業以畜牧業為主，種植業次之。

## 人口
乌里扬诺夫斯克州居民55％居住在两个人口在25,000以上的城市：乌里扬诺夫斯克和季米特洛夫格勒。
俄羅斯人佔總人口72%，韃靼人佔12%，楚瓦什人佔8%，莫爾多瓦人佔4%。